# Bureau de l'égalité (Suisse)
En Suisse, un bureau de l’égalité est un office public qui s'occupe de la promotion de l'égalité de droit et de fait entre hommes et femmes dans tous les domaines de la vie, notamment en matière de droit, de la vie professionnelle, famille, éducation, politique et société.
Ils sont présents au niveau fédéral (Bureau fédéral de l’égalité entre femmes et hommes, BFEG) et cantonal, parfois même communal dans certaines grandes villes. 
En plus des services de l’égalité des pouvoirs publics, toutes sortes d’organisations (syndicats, organisations patronales, les entreprises elles-mêmes, des institutions de formation, etc.) emploient des spécialistes chargés des questions d’égalité (délégués à l’égalité, spécialistes des questions de genre).

## Histoire
Le canton du Jura est le premier à avoir créé un bureau de l'égalité, nommé Bureau de la condition féminine, en 1979. Sa première responsable, Marie-Josèphe Lachat, reste en poste jusqu'en 1995. Le canton de Genève crée un Bureau de l'égalité en novembre 1987, avec pour mission de promouvoir l'égalité dans les différentes parties de la société et de surveiller que les nouveaux actes législatifs soient conformes aux principes de l'égalité. La responsabilité en est confiée à la juriste Marianne Frischknecht. Le Conseil fédéral prend une décision similaire en février 1988 et rattache cette institution à l'Office fédéral de la culture. Il est lui aussi dirigé par une juriste, Claudia Kaufmann. En septembre 1989, le Grand Conseil du canton de Vaud accepte des motions de Marie-Louise Jost, députée écologiste, et de Janou Corderey, députée libérale, demandant la création d'un tel bureau. Le Conseil d'État en accepte le principe en janvier 1990 et le Grand Conseil vote officiellement sa création en février,. La sociologue Françoise Pasche en est la première responsable. En parallèle, le canton de Neuchâtel suit le même processus avec une acceptation du principe par le Grand Conseil en octobre 1989 et une ouverture du Bureau de l'égalité et de la famille en octobre 1990, sous la responsabilité de Catherine Laubscher. En 1992, c'est au tour du canton du Valais de décider de mettre sur pied un bureau de l'égalité.
L’utilité des bureaux de l’égalité est régulièrement remise en question par les milieux politiques dans le cadre d’interventions parlementaires. L’Union démocratique du centre (UDC) a lancé dans le canton de Bâle-Campagne une initiative populaire réclamant la suppression du Service de l’égalité. Elle a été rejetée lors d’une votation cantonale en 2008 par 63 % des participantes et participants.

## Situation actuelle en Suisse
Sur le plan national, il existe en Suisse, depuis 1988, un Bureau fédéral de l’égalité entre femmes et hommes, qui dépend du Département fédéral de l'intérieur. Sa mission consiste à promouvoir l’égalité entre les sexes dans tous les domaines de la vie, c’est-à-dire à éliminer toute forme de discrimination directe et indirecte. Le BFEG accomplit un travail d’information et de sensibilisation, met divers outils à la disposition des employeuses et employeurs, travailleuses et travailleurs ainsi que des associations et rédige des prises de position sur des thèmes d’actualité. Il est également responsable de l’allocation des aides financières conformément à la loi sur l’égalité. Il est d'abord dirigé par Patricia Schulz, puis par Sylvie Durrer depuis mars 2011.
Sur le plan régional, il existe, dans 17 des 26 cantons suisses[réf. nécessaire], un service cantonal de l’égalité, auxquels s’ajoutent, dans cinq communes de ces cantons, un bureau municipal. Ces bureaux veillent à la mise en œuvre de l’égalité entre les femmes et les hommes dans leurs zones géographiques respectives. Leurs tâches varient selon les cantons. Certains bureaux ont également pour mission de promouvoir l’égalité au sein de l’organisme dont ils font partie. En règle générale, leur activité porte davantage sur la modification des structures que sur l’aide individuelle.
Afin de mener à bien leurs tâches, les bureaux de l’égalité collaborent avec d’autres services des pouvoirs publics, avec des partenaires sociaux, des organisations féminines et masculines ainsi que divers acteurs économiques et sociaux. De nombreux cantons ont créé des commissions gouvernementales permanentes en matière d’égalité qui regroupent des représentants de ces organismes (au niveau national, il s’agit de la Commission fédérale pour les questions féminines). Le bureau national et les bureaux cantonaux et municipaux sont regroupés au sein de la Conférence suisse des délégués à l’égalité. Celui de la Principauté du Liechtenstein en est lui aussi membre, avec statut d’observateur.

## Prix Femmes et médias
Les bureaux de l’égalité de Suisse romande créent en 2010 un prix « Femmes et médias », attribué à des journalistes qui, « dans un souci d'éthique professionnelle, font avancer le débat sur l'égalité entre femmes et hommes ». En effet, les bureaux constatent que les femmes ne bénéficient pas du même traitement médiatique que les hommes : elles sont moins présentes quantitativement et sont plus fréquemment décrites de façon stéréotypée.
Trois prix sont attribués en 2010 : 1er prix au projet médiatique « Les Quotidiennes » (année 2009) ; 2e prix à Muriel Mérat pour « Sida au Cameroun » (émission De quoi j'me mêle, RSR ; 6 décembre 2009), 3e prix à Annick Monod pour « La crise mondiale de la pilule » (La Liberté, 29 septembre 2009).
La deuxième édition a lieu en 2013, avec pour lauréats : 1er prix à Florence Hügi pour sa chronique « Mauvais genre » publiée dans La Liberté ; 2e prix à Jean-Daniel Bohnenblust et Jochen Bechler pour leur reportage « À travail égal, salaire inégal » diffusé dans l'émission Temps Présent ; 3e prix à Mario Fossati, Eric Bellot et Florence Huguenin pour leur reportage « Un corps, deux sexes », diffusé dans l'émission 36.9°.
L’édition 2016 attribue quatre prix : 1er prix à Laura Drompt, Dominique Hartmann et Mohamed Musadak Adelita pour leur dossier sur les emplois dans le domaine du care (Le Courrier, 7 mars 2015) ; 2e prix à Pierre-Yves Moret pour son émission « La place à part des femmes dans l'Église » dans Hautes fréquences (La 1re, 1er mars 2015) ; prix coup de cœur du jury à Albertine Bourget pour ses articles publiés dans le magazine Femina et sur le site Sept.info courant 2015, notamment ; prix spécial pour célébrer les 20 ans de la loi fédérale sur l'égalité à l’émission Babylone (Espace 2, 2015).